# Blavatnik School of Government

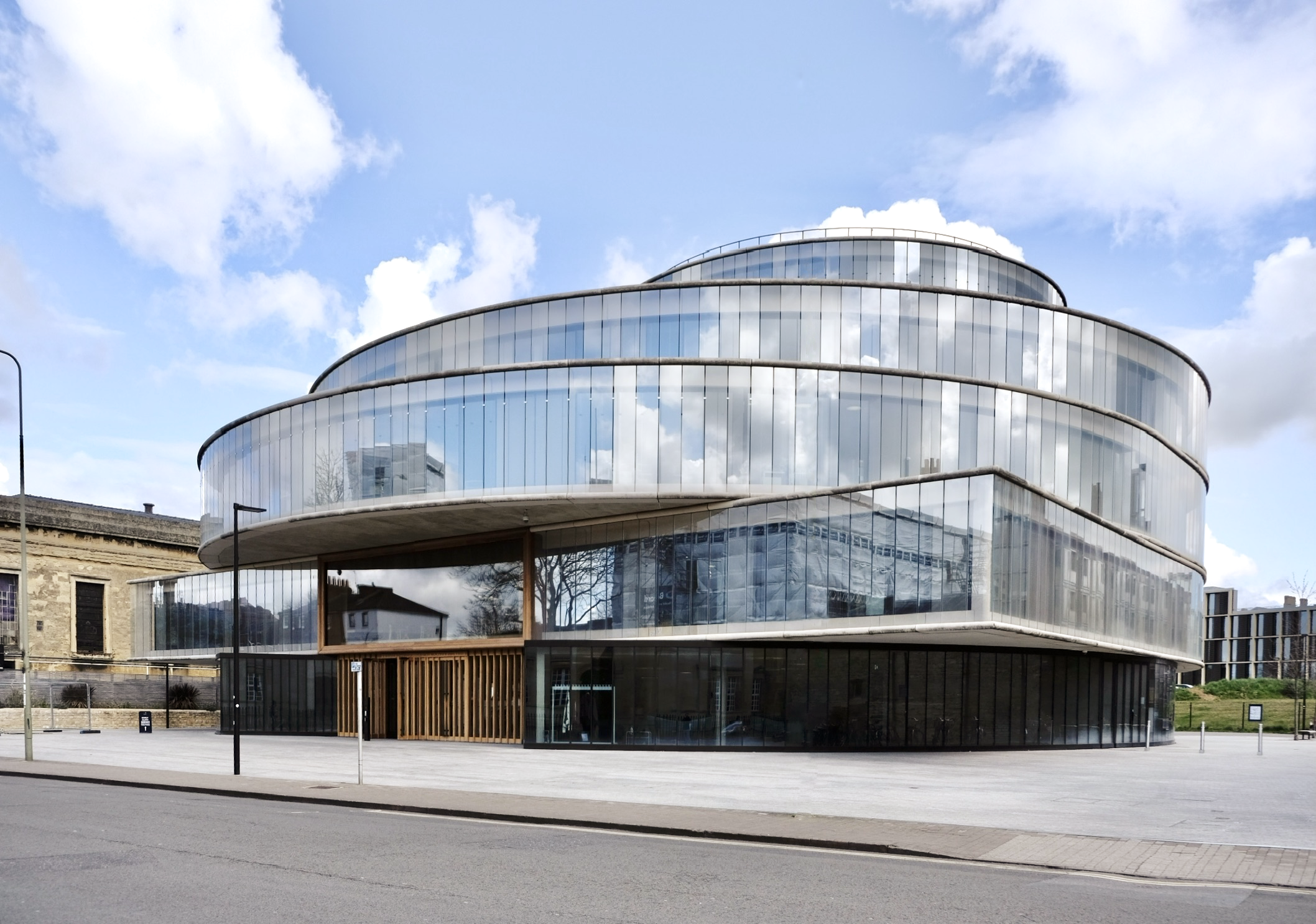
Blavatnik School of Government (2021)

Die Blavatnik School of Government der Universität Oxford wurde im Jahr 2010 gegründet. An ihr werden Studenten für Tätigkeiten in der Öffentlichkeit, wie beispielsweise im Regierungssektor, im Dienst für Organisationen und in Berufen der Wirtschaft vorbereitet.

## Geschichte
Die Schule wurde durch eine Spende in Höhe von 75 Millionen Pfund des amerikanischen Geschäftsmanns, Milliardärs und Namensgebers Leonard Blavatnik ermöglicht, Ideengeber für die Stiftung war der Verleger George Weidenfeld.  Zu dem Spendenbetrag setzt die Universität weitere 26 Millionen Pfund ein, um die Schule bis zum Herbst 2015 in der Nähe des Radcliffe Observatory in Oxford zu errichten. Im Mai 2016 wurde die School von Prince William offiziell eingeweiht.

## Gebäude
Der Architekturentwurf der zur Verfügung gestellten  Gebäude wurde im Jahre 2011 vom  Büro Herzog & de Meuron aus Basel in der Schweiz erstellt. Wegen der Größe der Bauten und des Aussehens wie ein Marshmallow gab es im Jahre 2013 verschiedene Kritik und Proteste durch Anlieger. Der Neubau wurde den Studierenden am Ende des Jahres 2015  zur Verfügung gestellt. 2016 war das Gebäude eines der Preisträger des RIBA National Award des Royal Institute of British Architects.

## Studienbetrieb
An der Schule wird ein Studiengang zum Master of Public Policy (MPP) angeboten. Die ersten 38 Studenten begannen mit ihren Studien im Herbst 2012. Für 2015 war geplant, 120 neue Studenten für den Studiengang aufzunehmen. 
Dekan der Hochschule ist seit Oktober 2011 die neuseeländische Professorin Ngaire Woods.